# هگزوزآمین

گلوکزامین سولفات، نوعی از هگزوزآمین‌ها

هگزوزآمین (انگلیسی: Hexosamines) یک قند آمینی است که از افزودن یک گروه آمینی به یک قند هگزوز ایجاد می‌شود مانند گالاکتوزامین، گلوکزامین و مانوزآمین.